# Концентраційний стіл опорного типу
Концентраційні столи опорного типу — опорні апарати для гравітаційного збагачення корисних копалин у потоці води, що тече по похилій поверхні.
Концентраційні столи опорного типу бувають однодечними і багатодечними.

Концентраційний стіл СКО-30.

Однодечні концентраційні столи опорного типу СКО-0,5; СКО-2; СКО-7,5 мають одну деку діагонального типу з пісковим або шламовим нарифленням і жолобами для прийому і розподілу живлення і змивної води. Дека опирається на жорсткі коливальні опори і приводиться в рух інерційним механізмом. Частота коливань регулюється зміною шківів на валу електродвигуна, а розмах коливань (хід деки) — масою дебалансних вантажів. Регулювання поперечного кута нахилу здійснюється креновим механізмом, а подовжнього — зміною довжини опор.
Однодечний концентраційний стіл СКОШ-7,5 призначений для збагачення шламів. Дека стола являє собою настил з нарифленнями, відлитий зі склопластику. Змонтований над декою жолоб для прийому живлення і змивної води виконаний у вигляді труби з отворами. Інших відмінностей у порівнянні з однодечними столами опорного типу немає.
Багатодечні концентраційні столи опорного типу СКО-15; СКО-22; СКО-30 мають відповідно дві, три і чотири діагональні деки 1, які розташовані паралельно одна над одною і встановлені разом з приводним механізмом 2 інерційного типу на жорстких коливних опорах 3 (рис.). Відстань між деками по вертикалі становить 500 мм. Кожна дека оснащена жолобами для прийому і розподілу живлення 5 і води 6, а також має індивідуальний креновий механізм 4.
Багатодечні концентраційні столи опорного типу СКО-37; СКО-45 за конструкцією являють собою установку з двох багатодечних столів, які розташовані один над одним і мають індивідуальні приводні механізми.
Концентраційний стіл СКО-37 являє собою конструкцію з двох столів: СКО-22 і змонтованого над ним на спеціальній рамі СКО-15.
Концентраційний стіл СКО-45 являє собою конструкцію з двох столів СКО-22, змонтованих один над одним на опорній рамі.
Конструкція кожного з таких столів і принципи їх регулювання ті ж самі, що й столів з яких вони змонтовані.